# Ton Boot

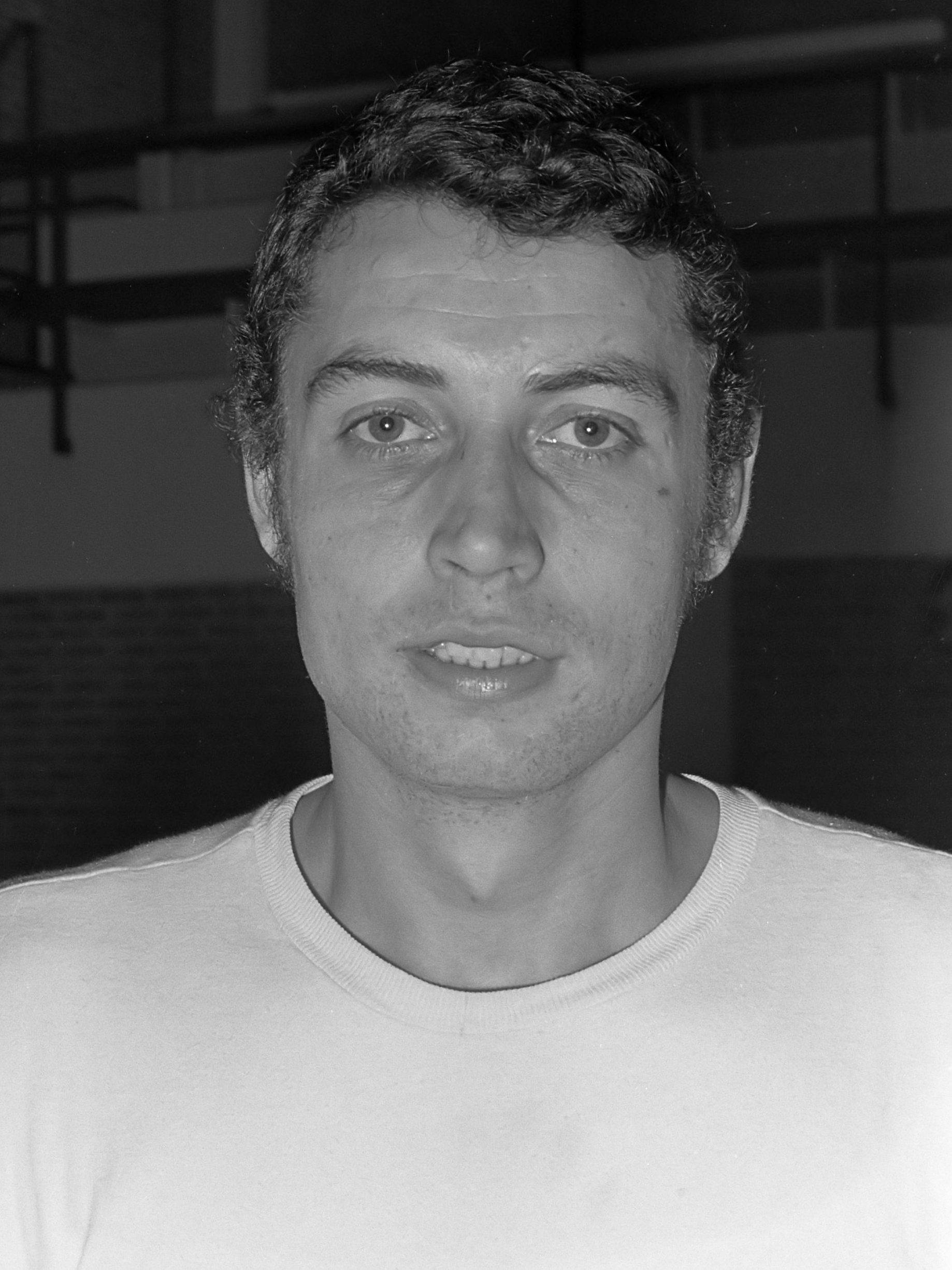
Ton Boot im Jahr 1969

Antoine Boot, genannt Ton Boot (* 16. Oktober 1940 in Amsterdam) ist ein ehemaliger niederländischer Basketballspieler und -trainer.

## Werdegang
Der 1,86 Meter große Aufbauspieler war bis 1960 Mitglied des DED Basketball Clubs in seiner Heimatstadt. Mit der Mannschaft wurde er 1958 niederländischer Meister. Von 1960 bis 1965 stand er in Diensten der Mannschaft Wolves Amsterdam und wurde 1961, 1964 sowie 1965 wiederum Landesmeister. Boot war an den Erfolgen mit Amsterdam erheblich beteiligt und verbuchte in den Meisterspieljahren 1960/61 (19,1 Punkte/Spiel), 1963/64 (28,1 Punkte/Spiel) und 1964/65 (26,0 Punkte/Spiel) hohe Punktausbeuten. Er wechselte 1965 zu den Blue Stars nach Diemen und war auch dort ein bestimmender Spieler. In der Saison 1969/70 führte er die Mannschaft mit einem Punkteschnitt von 25,3 pro Begegnung zum Gewinn des Meistertitels, seinen Höchstwert als Spieler der Blue Stars erreichte Boot in der Saison 1967/68, als er auf 27,7 Punkte je Partie kam. 1973 verließ er die Mannschaft und schloss sich dem EBBC Den Bosch an.
In der niederländischen Nationalmannschaft wurde Boot erstmals im Alter von 16 Jahren eingesetzt, er bestritt 167 Länderspiele. Er nahm an den Europameisterschaften 1961, 1963, 1967 und 1971 teil.

### Trainer
1978 beendete er seine Spielerlaufbahn und wurde Trainer des EBBC Den Bosch. Bereits in seinem ersten Amtsjahr führte er EBBC ins Endspiel des Europapokals der Pokalsieger, dort unterlag man im März 1979 aber Gabetti Cantù aus Italien mit 73:83. Im Spieljahr 1979/80 schaffte er mit der Mannschaft im Europapokal der Landesmeister den Einzug in die Finalrunde der besten sechs Teilnehmer und wurde dort Fünfter. Die Trainertätigkeit übte er zunächst nebenberuflich aus, hauptberuflich war er Lehrer, ehe er 1989 Trainer in Vollbeschäftigung wurde. In seiner ersten Amtszeit in Den Bosch gewann die Mannschaft unter seiner Führung 1978, 1979 und 1980 die niederländische Meisterschaft. 1979 und 1980 wurde Boot als Basketball-Trainer des Jahres der Niederlande geehrt.
1980 beendete er seine Tätigkeit in Den Bosch, nach einem Jahr Pause trat er 1981 das Traineramt bei Parker Leiden an. Im Anschluss an die Saison 1981/82 ging er zu EBBC Den Bosch zurück. Während seiner zweiten Amtszeit, die bis 1984 andauerte, gewann die Mannschaft in den Spieljahren 1982/83 und 1983/84 wieder den Meistertitel. Im Europapokal der Pokalsieger erreichte man im Frühjahr 1983 das Halbfinale und schied dort gegen ASVEL Lyon-Villeurbanne aus. Boot erhielt 1983 erneut die Auszeichnung als niederländischer Basketballtrainer des Jahres.
1984/85 setzte er aus, begann dann 1985 seine Arbeit als Trainer bei BV Den Helder. 1988/89, 1989/90, 1990/91 und 1991/92 wurde Boot mit der Mannschaft niederländischer Meister und 1992 des Weiteren Pokalsieger. Im Europapokal der Landesmeister erreichte er mit Den Helder in der Saison 1989/90 die Gruppenphase der besten acht Mannschaften, wurde dort mit zwei Siegen und zwölf Niederlagen Vorletzter. Die Mannschaftserfolge sorgten auch für weitere Auszeichnungen für Boot persönlich: 1986, 1987 und 1993 gewann er abermals die Auszeichnung als niederländischer Basketballtrainer des Jahres. 1993 kam es zwischen Boot und Den Helder zur Trennung.
Zwischen 1994 und 1997 war er Trainer im belgischen Ostende. 1994/95 wurde er mit der Mannschaft belgischer Meister und im Jahr 1997 belgischer Pokalsieger. Zur Saison 1998/99 übernahm er das Traineramt bei den Amsterdam Astronauts, welche er in den Spieljahren 1998/99, 1999/2000, 2000/2001 und 2001/2002 zum Gewinn des Meistertitels und 1999 zum Sieg im Pokalwettbewerb der Niederlande führte. 2001 wurde er wieder Trainer des Jahres der Niederlande. Im Anschluss an seine Trennung von der Mannschaft im Jahr 2003 arbeitete Boot als Trainer der MPC Capitals, seine Amtszeit bei der Mannschaft aus Groningen dauerte von 2003 bis 2007. Im Spieljahr 2003/04 gewann er mit Groningen die niederländische Meisterschaft, 2005 kam der Sieg im niederländischen Pokalwettbewerb hinzu.
2003 strahlte der Sender NOS den Dokumentarfilm Ton Boot, De Kampioenenmaker (Ton Boot, der Meistermacher) aus.